# George Massey Tunnel
Le George Massey Tunnel est un tunnel routier canadien reliant Delta à Richmond, en Colombie-Britannique. Ouvert le 23 mai 1959, il permet le franchissement du fleuve Fraser par la Sea to sky highway.

## Genèse du projet
George Massey exprimant sa frustration quant aux difficultés de transport entre Delta et le Lower Mainland, il documente les problèmes liés au transport par le ferry local (en) et en suggérant la création d'un tunnel après avoir consulté des articles d'ingénierie sur le tunnel de la Meuse au Pays-Bas,.
Consultant la société danoise Christiani Nielsen Engineering (en), cette dernière lui propose de lui envoyer un ingénieur pour y faire une étude de faisabilité. Se forme alors le Comité du tunnel en 1947, dont Massey est le premier président, avec l'objectif de rassembler les citoyens intéressés par le projet et de former l'association de développement The Lower Fraser River Crossing Improvement Association. En 1956, les efforts de l'association permettent l'octroi du contrat à la Fondation Canada Engineering Corporation Ltd. pour construction du tunnel via l'île Deas (en) et les travaux s'échèleront jusqu'en 1959 avec une inauguration par la reine Élisabeth II,.
Observant et photographiant l'avancement des travaux, Massey est le dernier usager à payer le péage de 50 cents en 1964,. Il meurt à Delta quelques jours plus tard en avril à l'âge de 60 ans. Afin de lui rendre hommage, le tunnel est renommé George Massey Tunnel le 26 octobre 1967.